# Christie Lee
Christie Lee (Greater Sudbury, Ontario; 16 de septiembre de 1984) es una actriz pornográfica canadiense que ingresó a la industria del sexo en el año 2002. Se ausentó en 2006 por motivos personales.

## Premios
| Año  | Ceremonia    | Resultado | Premio                          | Película                               |
| ---- | ------------ | --------- | ------------------------------- | -------------------------------------- |
| 2004 | Premios XRCO | Nominada  | Teen Cream Dream                | Teen Cream Dream                       |
| 2005 | Premios AVN  | Nominada  | Mejor Escena de Sexo en Pareja. | Young as They Cum 14, con Julian.      |
| 2005 | Premios AVN  | Nominada  | Mejor Nueva Estrella.           | Mejor Nueva Estrella.                  |
| 2007 | Premios AVN  | Nominada  | Mejor Escena de Sexo Anal.      | Elastic Assholes 4, con Sean Michaels. |

## Filmografía parcial
2003:
- Just Over Eighteen #9.

2004:
- Feeding Frenzy #4.
- Goo Girls #15.

2005:
- Teenage Spermaholics #3.

2006:
- A2M #9.
- Service Animals #23.